# Archidiecezja Glasgow
Archidiecezja Glasgow – archidiecezja Kościoła rzymskokatolickiego w zachodniej Szkocji. Powstała w 1827 jako wikariat apostolski Dystryktu Zachodniego. W 1878 została podniesiona do rangi archidiecezji. W maju 1947 Glasgow zostało dodatkowo stolicą metropolii.

## Podział administracyjny
- Dekanat City East
- Dekanat Dumbarton
- Dekanat East End
- Dekanat North
- Dekanat North East
- Dekanat North West
- Dekanat South
- Dekanat South East